# Salvador
Salvador (též El Salvador, španělsky doslova „Spasitel“), plným názvem Salvadorská republika, je přímořský stát v Střední Americe při pobřeží Tichého oceánu. Jeho sousedy jsou Guatemala na severozápadě a Honduras na severovýchodě; vody Tichého oceánu jej omývají z jihu. Území Salvadoru je velké přibližně jako Morava a s 6,4 miliony obyvatel má nejvyšší hustotu osídlení na americkém kontinentu. V zemi panuje tropické podnebí.
Jelikož se v El Salvadoru hovoří též jazykem Pipil (příbuzným nahuatlu), nazývá se v tomto jazyce území El Salvadoru Cuscatlán – Místo drahocenných věcí (Lugar de cosas preciosas). Toto jméno je dodnes obsaženo i v názvu jednoho ze 14 departementů – Cuscatlán.

## Historie

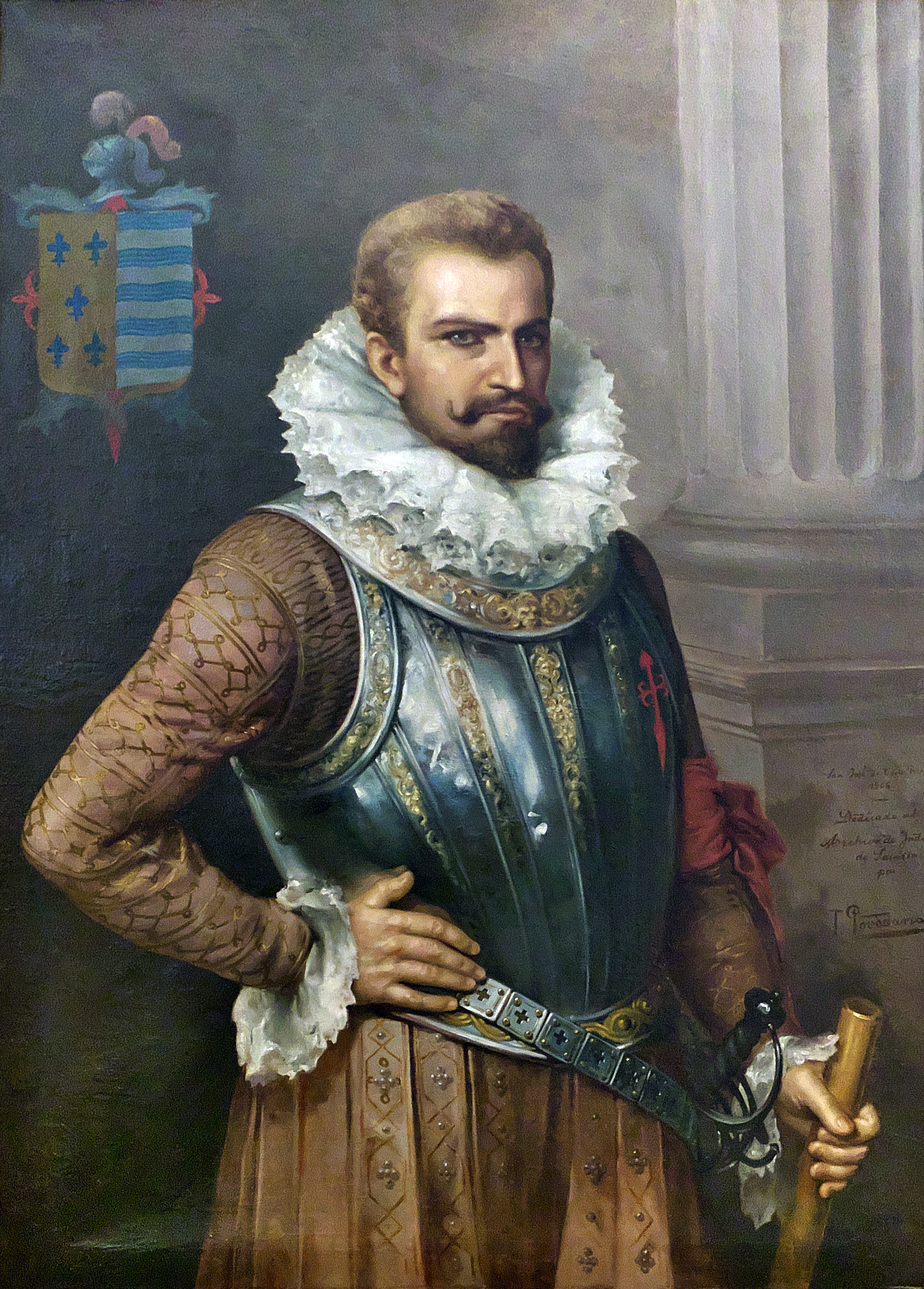
Pedro de Alvarado, conquistador Salvadoru

V předkolumbovské éře se na většině území rozkládal Cuzcatlán, říše Pipilů. Mezi nejvýznamnější předkolumbovská archeologická naleziště patří Joya de Cerén figurující na seznamu světového kulturního dědictví UNESCO. V letech 1524—1525 přišli do země španělští conquistadoři, které vedl Pedro de Alvarado. Již v roce 1540 byl založen Generální kapitanát Guatemala, součást Místokrálovství Nové Španělsko. Ten existoval téměř tři století až do roku 1821.
Po povstáních v letech 1811 a 1814 byla 15. září 1821 vyhlášena nezávislost Salvadoru na Španělsku. Roku 1823 Salvador společně s Kostarikou, Nikaraguou, Hondurasem a Guatemalou utvořil Středoamerickou federativní republiku, která se však roku 1839 rozpadla v občanské válce. Následovalo období vnitřních sporů mezi konzervativci a liberály, kteří po roce 1871 získali převahu. Zároveň se rozvíjelo zejména pěstování kávy. Krize z roku 1929 vyústila roku 1931 v puč, jímž přišel k moci Maximiliano Hernández Martínez, který ustavil ultrakonzervativní vojenskou diktaturu. Ta potlačovala povstání venkovanů a komunistů v čele s Farabundo Martím. Po Martínezově pádu roku 1944 následovala série podobných militantně autoritářských režimů.

### Občanská válka
Násilí v Salvadoru začalo již v 70. letech. Občanská válka pak probíhala v letech 1980—1992. To, co začalo jako spor o půdu mezi zemědělci a vojáky, nakonec přerostlo v brutální válku mezi partyzánskou frontou za národní osvobození a oddíly vojenské junty. Jednalo se zejména o boj mezi salvadorskou vládou a rolnickými povstalci, kterým pomáhala koalice čtyř levicových stran a komunistické strany Osvobozenecká fronta Farabunda Martího (FMLN — Frente Farabundo Martí para la Liberación Nacional). Celkově v této válce zemřelo přes 70 000 lidí včetně mnoha dětí, řeholnic a kněží.
Salvadorská občanská válka se odehrávala v kontextu Studené války. Kuba a Sovětský svaz podporovaly povstalce a Reaganova administrativa armádu a krajně pravicovou salvadorskou vládu. Nejvíce masakrů se odehrálo v letech 1981 a 1982 při armádní protipovstalecké ofenzivě. 11. prosince 1981 ve vesnici El Mozote elitní jednotka salvadorské armády vycvičená v USA zavraždila přes 800 vesničanů včetně žen a dětí.
V roce 2001 postihla Salvador vlna ničivých zemětřesení, v nichž zahynuly stovky lidí.
V prezidentských volbách v březnu 2009 zvítězil Mauricio Funes, lídr Osvobozenecké fronty Farabunda Martího, která v současnosti zastává demokratický socialismus. Funes porazil Rodriga Ávilu, kandidáta Nacionalistické republikánské aliance. Úřadu se ujal 1. června 2009. Jeho nástupcem byl od 1. června 2014 Salvador Sánchez Cerén ze stejné politické strany.
Velkým problémem Salvadoru je násilí spojené s pouličními gangy jako 18th Street gang nebo MS-13.

## Státní symboly

### Vlajka
Salvadorská vlajka je tvořena listem o poměru stran 189:335 se třemi vodorovnými pruhy – modrým, bílým a modrým. Uprostřed bílého pruhu státní vlajky je umístěný státní znak.

### Znak
Státní znak Salvadoru je rovnostranný trojúhelník se zlatými linkami. V jeho centrální části se nachází 5 zelených vulkánů v sestupném pořadí zleva doprava obklopených dvěma moři. Nad nimi se klene duha. Mezi duhou a vulkány se nalézá červená frygická čapka, okolo které se šíří v kruhu paprsky. Mezi nimi stojí nápis „15 SEPTIEMBRE DE 1821“ (česky 15. září 1821, datum získání nezávislosti na Španělsku). Kolem trojúhelníku je do kruhu zlatým písmem napsáno „REPÚBLICA DE EL SALVADOR EN LA AMÉRICA CENTRAL“ (česky Salvadorská republika ve Střední Americe). Mezi trojúhelníkem a okolním textem je umístěno 5 salvadorských vlajek – po dvojici na pravé i levé straně a jedna nad vrcholem trojúhelníku. Pod trojúhelník je stuha s nápisem „DIOS UNION LIBERTAD“ (česky Bůh, jednota, svoboda) a dvě větvičky vavřínu se 14 svazky lístků a modrou stužkou.

## Přírodní podmínky
Salvador je nejmenším středoamerickým státem a jediným státem tohoto regionu, který nemá přístup ke Karibskému moři. Délka hranic s Guatemalou je 203 km, s Hondurasem 342 km, délka mořského pobřeží 307 km. Panuje zde tropické klima se střídáním období sucha (říjen až duben) a období dešťů (květen až září). Topografie Salvadoru je výrazně hornatá vzhledem k vulkanické a tektonické aktivitě. Nejvýznamnější řekou Salvadoru je Lempa, na které byly vystavěny vodní přehrady, které produkují podstatnou část elektřiny v zemi. V zemi se nachází několik přírodních jezer - např. Ilopango, Coatepeque či Güija. Území Salvadoru je z 14 % pokryto lesními porosty, zemědělská půda zaujímá 73 % rozlohy státu. Nacházejí se zde čtyři národní parky (stav v roce 2015: El Imposible, Los Volcanes, San Diego y La Barra a Montecristo). Mezi největší environmentální problémy patří odlesňování, eroze půdy, kontaminace půd a vod.

## Hospodářství

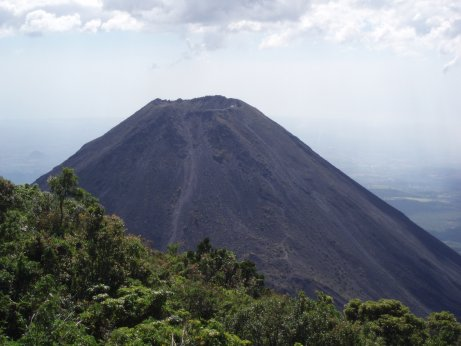
Sopka Izalco

Salvador je zemědělsko-průmyslový stát. V zemědělství pracuje 38 % obyvatel. Hlavním průmyslovým odvětvím je potravinářství, dále chemický, textilní a papírenský průmysl. Mezi nejrozšířenější zemědělské plodiny patří kukuřice, rýže, sorgo, zelenina, pomeranče či banány. Chovají se skot, prasata a drůbež. Hospodářský význam má těžba dřeva i rybolov. Hlavním obchodním partnerem jsou Spojené státy; od roku 2001 je salvadorskou měnou americký dolar. Salvador je členem DR-CAFTA. Významné exportní položky jsou výrobky textilního průmyslů a elektrické kondenzátory.
Příjmy z turismu v roce 2009 představovaly 5,7 % státního HDP. Podle Světové banky hrubý domácí produkt přepočtený na 1 obyvatele a jeho paritu kupní síly dosáhl v roce 2018 hodnoty 8 331 mezinárodních dolarů. 
Salvador je první stát na světě, který zavedl bitcoin jako svou oficiální měnu v roce 2021.

### Doprava
Silniční síť je poměrně rozvinutá, Salvadorem prochází Panamerická dálnice. Také železniční síť o úzkém rozchodu spojuje významnější místa země včetně hraničního přechodu s Guatemalou, avšak podobně jako v celé Střední Americe je prakticky nevyužívaná a chátrá. Jediné mezinárodní letiště se nachází asi 50 km východně od hlavního města, v departementu La Paz. Nejvýznamnější námořní přístavy jsou ve městech La Union a Acajutla.

### Energetika
Salvadorská spotřeba elektrické energie je kryta z několika zdrojů. Největší podíl zaujímají hydroelekrárny (33,7 %) a geotermální elektrárny (23,0 %) - stav v roce 2022.

## Obyvatelstvo

### Demografie

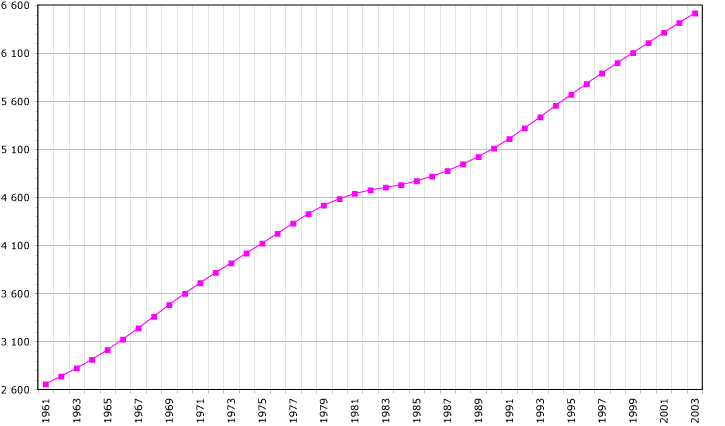
Demografický růst Salvadoru 1961—2003

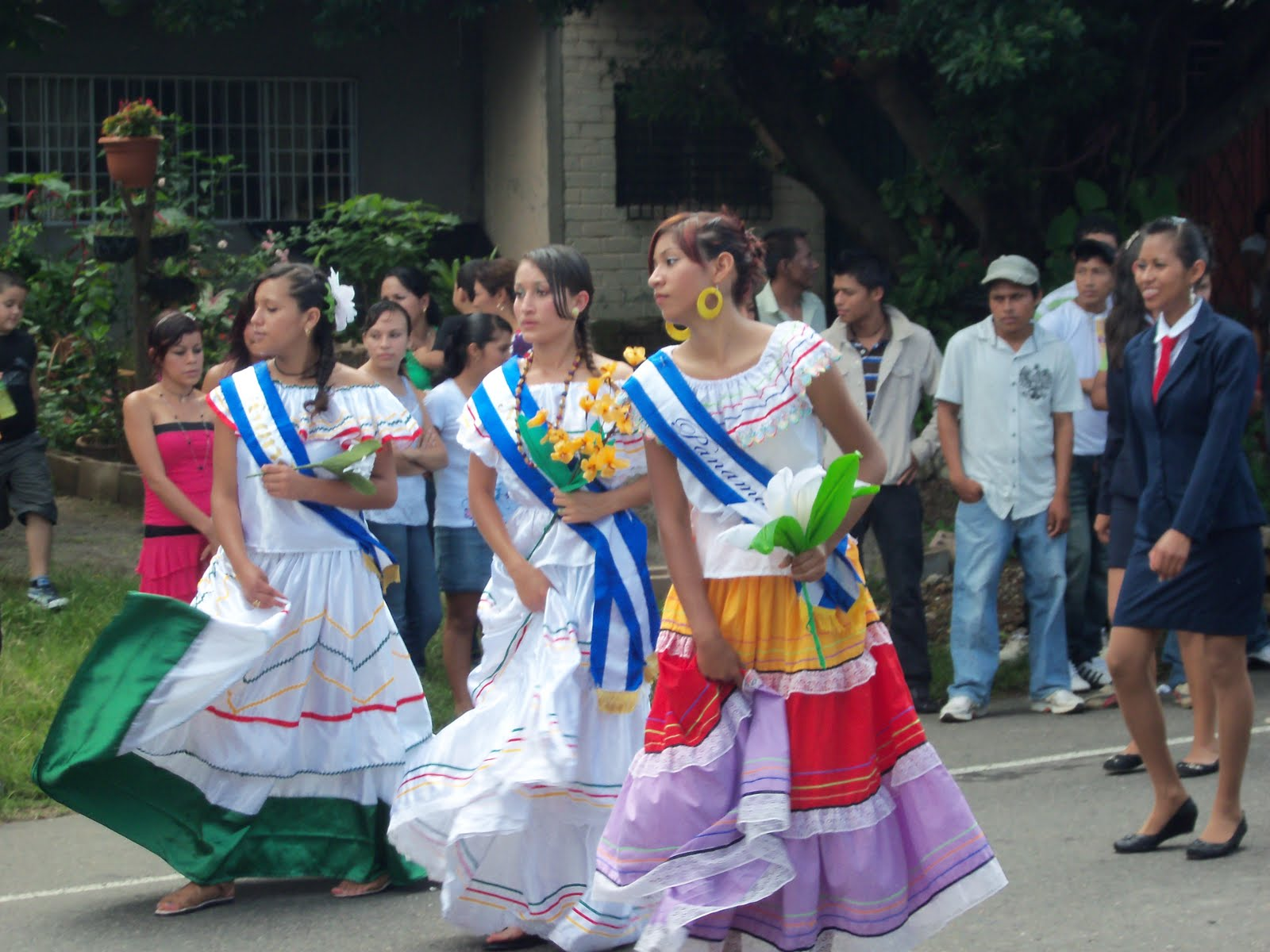
Salvadorci slaví fiestas patrias

Salvador má největší hustotu obyvatel ze všech zemí pevninské Ameriky. Obyvatelé jsou z 90 % mestici, 9 % kreolové 1 % indiáni. Kromě metropolitní oblasti San Salvadoru, ve které žije přibližně 1,8 milionu osob, jsou nejvýznamnější města: Santa Ana (240 000), San Miguel (218 000),  Mejicanos (141 000), Santa Tecla (122 000) a Sensuntepeque (41 000). Přes dva miliony Salvadořanů žije v (často nelegální) emigraci v USA.
Tři čtvrtiny obyvatelstva se hlásí k římskokatolické církvi, od 50. let 20. století vzrůstá podíl nejrůznějších protestantských církví.

### Kriminalita
Salvador je známý mimořádně vysokou mírou kriminality; podle údajů OSN je počet zdejších vražd v přepočtu na hustotu obyvatelstva vůbec nejvyšší na světě. Násilí v zemi je spojeno především s přítomností a vzájemným bojem obzvláště nebezpečných gangů Mara Salvatrucha (MS-13) a Mara-18. V letech 2012–2013 krátce platilo mezi oběma gangy příměří, nicméně míra kriminality následně opět stoupla. V roce 2016 salvadorská vláda vyhlásila oběma gangům otevřenou válku, což ovšem vedlo k další eskalaci násilí.

## Náboženství

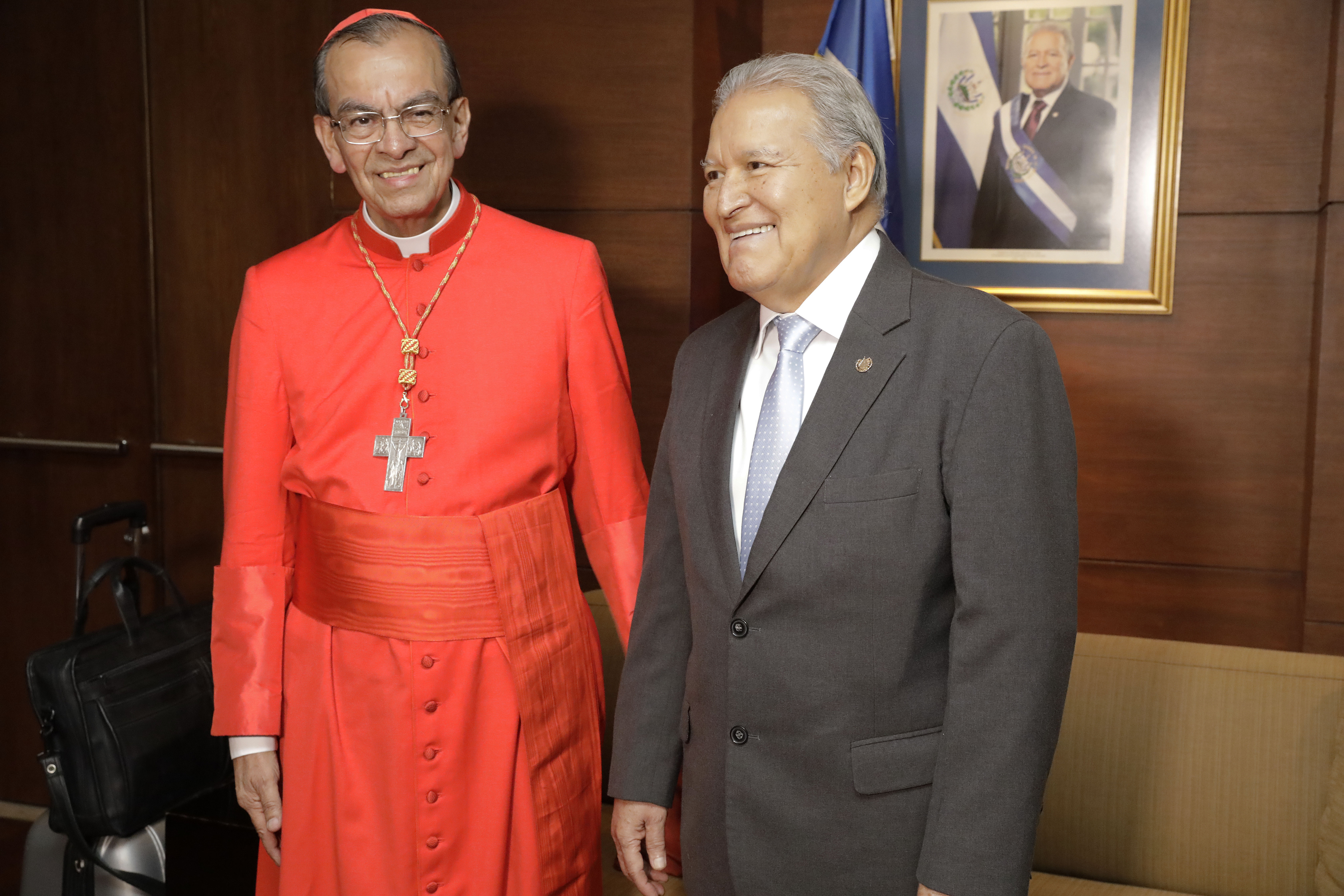
První salvadorský kardinál Chávez a prezident Cerén

Obyvatelé Salvadoru jsou z 83 % římskokatolického vyznání, ostatní vyznání pak 17 % populace.

## Kultura
Salvadorská kultura je syntézou domorodých tradic a španělské katolické kultury. Vyniká především tradiční hudbou a gastronomií (tradiční jídlo pupusa). Významným salvadorským spisovatelem byl Francisco Gavidia, proslavil se také revoluční básník Roque Dalton.
Jedinou státní univerzitou je Salvadorská univerzita, založená roku 1841; dále v zemi působí několik soukromých vysokých škol.

## Administrativní dělení
Salvador je unitární stát, který se dělí do 14 departementů. Tyto departementy se dále dělí na 44 obcí (municipios), které sestávají z 262 obecních distriktů.
| - Ahuachapán - Chalatenango - Cuscatlán - La Libertad - La Paz - La Unión - Morazán |  | - San Miguel - San Salvador - San Vicente - Santa Ana - Sonsonate - Usulután - Cabañas |  | mapka |